# Obliwice (przystanek kolejowy)
Obliwice – nieczynny przystanek kolejowy w Obliwicach na linii kolejowej nr 230 Wejherowo – Garczegorze, w województwie pomorskim. Na peronie nieczynnego przystanku stoi obelisk z tabliczką "Zabytkowa stacja PKP Obliwice" będący jednym z punktów pomiarowych "Czerwonej trasy" Nordic walking (8,2 km). Obok tego miejsca znajduje się plac zabaw. Tory kawałek za wsią kończą się.